# Hill End, New South Wales
Hill End är en ort i Australien. Den ligger i kommunen Bathurst Regional och delstaten New South Wales, i den sydöstra delen av landet, omkring 190 kilometer nordväst om delstatshuvudstaden Sydney.
Trakten runt Hill End är nära nog obefolkad, med mindre än två invånare per kvadratkilometer.. Det finns inga andra samhällen i närheten.
I omgivningarna runt Hill End växer huvudsakligen savannskog. Genomsnittlig årsnederbörd är 837 millimeter. Den regnigaste månaden är februari, med i genomsnitt 154 mm nederbörd, och den torraste är november, med 36 mm nederbörd.